# Вейманс, Марко
Марко́ Вейма́нс (фр. Marco Weymans; род. 9 июля 1997, Бельгия) — бурундийский и бельгийский футболист, защитник бельгийского клуба «Беерсхот».

## Клубная карьера
Начинал заниматься футболом в «Беерсхоте». В 2012 году попал в академию нидерландского ПСВ, где пробыл три года. В 2015 году проходил просмотр в английском «Фулхэме», но вскоре подписал трёхлетний контракт с «Кардифф Сити». В составе валлийцев выступал за юношеские команды, изредка привлекаясь к тренировкам с основой.
Летом 2017 года вернулся в Бельгию, став игроком «Тюбиза», выступавшего во втором по силе дивизионе страны. Дебютировал в его составе 20 августа в гостевой игре с «Беерсхотом», появившись на поле в середине второго тайма. 17 декабря забил свой первый мяч за «Тюбиз», поразив ворота «Руселаре», чем помог своей команде одержать победу со счётом 2:1. В общей сложности за два сезона, проведённых в команде, Марко принял участие в 42 встречах, в которых трижды отличился.
31 января 2019 года перешёл в шведский «Эстерсунд», подписав с командой контракт, рассчитанный на три года. Первую игру в составе новой команды провёл 16 февраля в рамках группового этапа кубка Швеции против «Хальмстада». Вейманс вышел в стартовом составе, но, спустя полчаса игрового времени, из-за травмы был вынужден покинуть поле, уступив место Кертису Эдвардсу. Восстановившись после травмы, дебютировал в чемпионате Швеции 5 мая во встрече с «Кальмаром», заменив на 62-й минуте Сэмюэла Менсиро.

## Карьера в сборной
Выступал за юношеские сборные Бельгии различных возрастов. В составе сборной до 19 лет был капитаном команды, провёл 13 матчей и забил 1 гол. В октябре 2020 года получил вызов в национальную сборную Бурунди на матчи отборочного турнира к кубку африканских наций с Мавританией. В первой игре, состоявшейся 11 ноября в Нуакшоте Вейманс дебютировал за сборную, выйдя в стартовом составе.

## Клубная статистика
| Выступление      | Выступление       | Выступление      | Лига | Лига | Кубки | Кубки | Конт. кубки | Конт. кубки | Итого | Итого |
| Клуб             | Лига              | Сезон            | Игры | Голы | Игры  | Голы  | Игры        | Голы        | Игры  | Голы  |
| ---------------- | ----------------- | ---------------- | ---- | ---- | ----- | ----- | ----------- | ----------- | ----- | ----- |
| Тюбиз            | Первый дивизион B | 2017/18          | 24   | 2    | 2     | 0     | 0           | 0           | 26    | 2     |
| Тюбиз            | Первый дивизион B | 2018/19          | 15   | 1    | 1     | 0     | 0           | 0           | 16    | 1     |
| Тюбиз            | Итого             | Итого            | 39   | 3    | 3     | 0     | 0           | 0           | 42    | 3     |
| Эстерсунд        | Алльсвенскан      | 2019             | 14   | 0    | 2     | 0     | 0           | 0           | 16    | 0     |
| Эстерсунд        | Алльсвенскан      | 2020             | 12   | 0    | 4     | 0     | 0           | 0           | 16    | 0     |
| Эстерсунд        | Алльсвенскан      | 2021             | 9    | 0    | 2     | 0     | 0           | 0           | 11    | 0     |
| Эстерсунд        | Итого             | Итого            | 35   | 0    | 8     | 0     | 0           | 0           | 43    | 0     |
| Всего за карьеру | Всего за карьеру  | Всего за карьеру | 74   | 3    | 11    | 0     | 0           | 0           | 85    | 3     |

## Статистика в сборной
| Матчи и голы Марко Вейманса за национальную сборную Бурунди | Матчи и голы Марко Вейманса за национальную сборную Бурунди | Матчи и голы Марко Вейманса за национальную сборную Бурунди | Матчи и голы Марко Вейманса за национальную сборную Бурунди | Матчи и голы Марко Вейманса за национальную сборную Бурунди | Матчи и голы Марко Вейманса за национальную сборную Бурунди |
| №                                                           | Дата                                                        | Оппонент                                                    | Счёт                                                        | Голы                                                        | Соревнование                                                |
| ----------------------------------------------------------- | ----------------------------------------------------------- | ----------------------------------------------------------- | ----------------------------------------------------------- | ----------------------------------------------------------- | ----------------------------------------------------------- |
| 1                                                           | 11 ноября 2020                                              | Мавритания                                                  | 1:1                                                         | 0                                                           | Отборочные матчи КАН-2021                                   |
| 2                                                           | 15 ноября 2020                                              | Мавритания                                                  | 3:1                                                         | 0                                                           | Отборочные матчи КАН-2021                                   |
| 3                                                           | 26 марта 2021                                               | ЦАР                                                         | 2:2                                                         | 0                                                           | Отборочные матчи КАН-2021                                   |
| 4                                                           | 30 марта 2021                                               | Марокко                                                     | 0:1                                                         | 0                                                           | Отборочные матчи КАН-2021                                   |

Итого:4 матча и 0 голов; 1 победа, 2 ничьих, 1 поражение.